# Native: His Native Complete
Native: His Native Complete nebo také His Native Complete... je kompilační album bývalého kytaristy a baskytaristy skupiny Patti Smith Group Ivana Krále, vydané v roce 1996.

## Seznam skladeb
Všechny skladby napsal Ivan Král.
1. „Cry for More“
2. „Magic Carpet“
3. „Maintain the Rage“
4. „You Can Break A Heart“
5. „Spirit“
6. „Dream Your Nights“
7. „Fight Like A Man“
8. „Way Down Below“
9. „Crazy About You“
10. „Cat Walk“
11. „Alive (Tell Me)“
12. „Break Down Her Silence“
13. „Turn to Me“
14. „Photographed“
15. „Slow Down“
16. „Don't Have Answers“
17. „Give Me Love“

## Obsazení
- Ivan Kral – zpěv, kytara
- Mackenzie Brown – bicí[3]
- Zbyněk Pavlíček – baskytara[4]